# Hollandok
A hollandok (saját nyelvükön Nederlanders, ami annyit tesz: alföldi) többségükben Hollandiában élő, nyugati germán nyelvet beszélő nép. Eredetileg Németalföldön és Észak-Franciaországban éltek, de a 12. század óta szerte a világon kolóniákat hoztak létre. Lélekszámukat épp ezért nehéz meghatározni, a különböző felmérések 14 és 26 millió közé teszik attól függően, hogy az egykori gyarmatokon élő holland származásúakat hollandnak tekintik-e.

## Holland etnikum
Egy etnikai csoport vagy nemzet tagjai általában a feltételezett közös származás, a közös nyelv, kultúra, értékrend, esetleg a közös vallás alapján határozzák meg magukat. Bár ma ez már nem olyan kézenfekvő, mint korábban, a holland nemzet legmeghatározóbb vonásai az alábbiak:
- Nyelv: a holland nyelvet körülbelül 22 millióan beszélik világszerte, bár nem minden beszélője tekinti magát hollandnak (például a flamandok nem, bár a nyelvük ugyanaz).
- Kultúra: a holland kultúra jórészt megegyezik az általános északnyugat-európai kultúrával, és a szokások sem különböznek sokban más európai országokéitól.
- Származás: bár az évszázados nemzetközi kölcsönhatásoknak és a bevándorlásnak köszönhetően ez egyre kevésbé jellemző, a tipikus holland alkat nagyon hasonló más északnyugat-európai országok lakóiéhoz. A magas termet, a világos bőr valószínűleg jellemző volt azokra az őslakó vagy vándorló germán törzsekre is, akik a népvándorlás korában érkeztek a mai Németalföldre.
- Vallás: bár ma a vallás már nem játszik meghatározó szerepet Hollandiában, a társadalmat mélyen átitatják a keresztény hagyományok: ez nem meglepő egy olyan országban, ahol a tájat templomtornyok díszítik, keresztény ünnepeket tartanak (Karácsony, Húsvét stb), bibliai eredetű közmondások, szólások a mindennapi beszéd részét képezik. Bár jelentős a más vallású (főleg muszlim) kisebbség, a keresztény ideológia a politikában is helyet kap, a jelenlegi kormány nagy részét keresztény pártok alkotják.

## A nép kialakulása
A holland nyelv első variánsa 450 körül vált ki az ófrank nyelvből, de beszélőik ekkor még biztosan nem tekintették magukat külön népnek. A frankokhoz hasonlóan a legtöbb germán nép sosem alkotott egységes etnikai csoportot és sosem beszélt egységes nyelvet. A mintegy ötven germán nyelv közül csak az afrikaans érthető kölcsönösen a hollanddal. A holland nemzet fogalmát a 19. század közepén határozták meg, amikor Hollandia és Belgium különvált, bár vitatható, hogy ez egybeesik-e a nemzeti öntudat kialakulásával vagy az korábbra tehető.
A hollandok és a flamandok germán népként való meghatározása, illetve germán származásuk hangsúlyozása valaha, a romantika korában mindennapos volt, ma azonban – politikai okokból – háttérbe szorul. A 19. századi pángermán törekvések a német egység megvalósulásával egyidőben szorgalmazták, hogy a két rokon nép is egyesüljön Németországgal. Az első világháború során Németország igyekezett hangsúlyozni a flamandok rokon voltát, hogy ezzel Flandria későbbi megszállását megkönnyítse. Hasonlóképpen a Harmadik Birodalomban a Kulturraumforschung is Északnyugat-Európa megszállását és a birodalomhoz csatolását vetítette elő. A holland néprajztudósok akkoriban hasonló nézeteket követtek, a második világháború előtt teljesen általános volt, hogy a hollandokat a germán faj részeként, germán törzsek leszármazottaiként definiálták. A háború után azonban a germán-pángermán egységre való utalások kikerültek a holland (és az egyetemes) néprajztudomány eszköztárából.

## Terminológia
A holland szó jelentése, akárcsak más nyelvi megfelelőié (Nederlander, Dutch stb.) többféleképpen is meghatározható:
- Az egyik értelmezés a hollandokat Hollandia lakosságával azonosítja. Hollandiának vannak azonban olyan lakói, akik nem holland nemzetiségűek és magukat sem tartják – legalábbis etnikai értelemben – hollandnak, például az északon élő frízek vagy az egyre növekvő számú bevándorló.
- A szó vonatkozhat a  holland állampolgárokra. Az állampolgársági törvény a Nederlander szót a Holland Királyság polgáraira vonatkoztatja, ebbe a körbe tehát azok is beleesnek, akik nem holland nemzetiségűek. A Holland Királyság részét képezik olyan tengerentúli területek (a Karib-szigeteken), amelyek lakossága etnikailag teljesen eltér a hollandoktól, de a törvény szerint a holland jelző nekik is kijár.
- Vonatkozhat a holland nemzetre;
- Vonatkozhat a holland népre, mint etnikai csoportra;
- Illetve a holland telepesek, kivándorlók leszármazottaira, akik hollandnak vallják magukat vagy környezetük annak tekinti őket, bár sokuk sosem járt az anyaországban és a nyelvet sem beszéli.

## Kultúra és identitás
A holland kultúra sokszínű, területi különbségek és idegen hatások egyaránt megfigyelhetők rajta a hollandok tengerészeti-kereskedelmi hagyományainak köszönhetően. Németalföld és népe századokon át fontos kulturális központ volt, e korszak csúcspontjának az úgynevezett holland aranykort tekintik. A 20. században holland építészek jelentősen befolyásolták az modern építészet fejlődését, a holland festőművészet pedig (Rembrandt, Van Gogh, Escher) világszerte ismert.

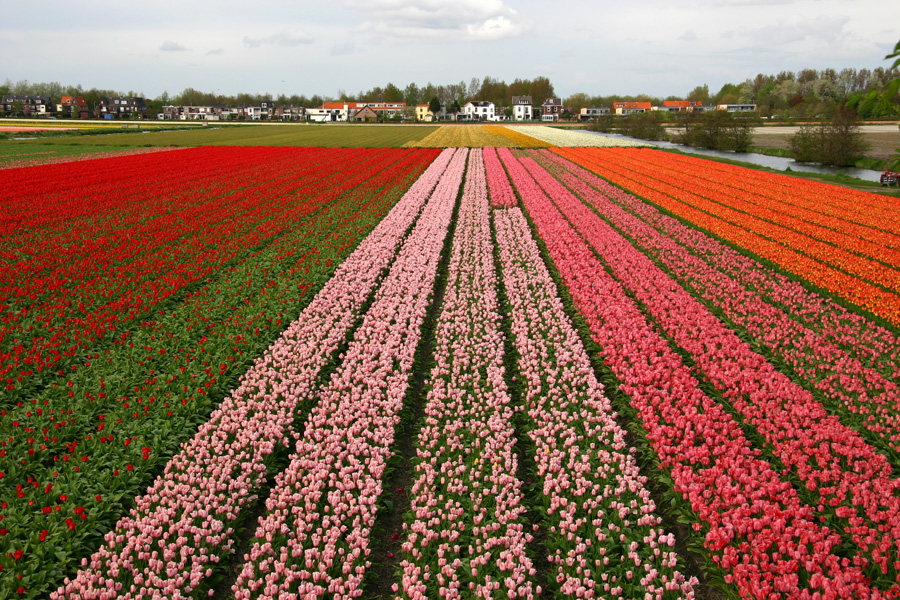
Holland táj tulipánokkal

A holland népre és kultúrájukra komoly befolyást gyakorolt a szomszédos országok kultúrája. Első helyen a francia hatás említendő meg, Franciaország ugyanis meghatározó szerepet játszott Hollandia történetében a 17. és 19. század között, a második világháború óta pedig az angolszász hatás a legjelentősebb. Nem elhanyagolható az egykori gyarmatok, elsősorban Indonézia hatása sem. A frízek, akik saját nyelvüket beszélik és főként Friesland tartományban élnek, ugyancsak gyakoroltak némi hatást a holland kultúrára, különösen Észak-Holland tartományra.
A németalföldi szabadságharc és a vesztfáliai béke után a hollandokat és (a mai Belgium északi részén élő) flamandokat általában már nem tekintették egységes nemzetnek, annak ellenére sem, hogy a rövid életű Egyesült Holland Királyságban közös államuk volt. Mindazonáltal közös nyelvük, sok tekintetben hasonló kultúrájuk miatt van bizonyos „atyafiság”, rokoni öntudat a két nép között. Ugyanakkor különbségek is vannak: a kálvinizmus valaha Flandriában is a legelterjedtebb vallás volt, de mivel az a szabadságharc után spanyol fennhatóság alatt maradt, ma már a katolicizmus erősebb, akárcsak Hollandia déli részén.
Az 1830-as belga forradalom után a flamandok hátrányos helyzetbe kerültek a francia nyelvű elit vezette Belgiumban. Ez a 19. század végén életre hívott egy ellenzéki flamand kulturális mozgalmat, amely megfogalmazta az újraegyesítés iránti igényt. Ez az új egység azonban csak Hollandiát és Flandriát foglalta volna magában, Belgium déli, vallonok lakta részét nem. Mára ez a törekvés alábbhagyott; a holland parlamentben egyetlen párt sem támogatja, Flandriában pedig az egyetlen szeparatistának mondható párt, a szélsőjobbos Vlaams Belang ma már inkább egy független Flandriát szeretne.
Belgium esetleges felosztását a vallonok kevésbé támogatják, ők nem kívánnak elszakadni az iparosodottabb és gazdagabb Flandriától, és Vallóniában nincs olyan nagyobb politikai csoport, ami támogatja a Franciaországhoz való csatlakozást. Ugyancsak akadályt jelent, hogy a fővárosra, Brüsszelre mindkét nép igényt tartana. Brüsszel eredetileg holland nyelvű és flamand kultúrájú város, ma azonban lakosai 80%-a francia, hivatalosan pedig kétnyelvű.

### Vallás
A holland népesség két fő csoportra osztható felekezeti hovatartozás szempontjából: római katolikusokra és protestánsokra. A Spanyolország ellen vívott szabadságharc közben és utána az ország legnagyobb részén a protestantizmus lett az uralkodó vallás, mindazonáltal a déli országrész, Észak-Brabant és Limburg tartományok túlnyomórészt katolikusok maradtak.
Ma a lakosság harminc százalékát kitevő katolikusok jelentik a legnagyobb vallásos csoportot. A többi holland sok kisebb protestáns egyházhoz tartozik, melyek között a legnagyobb a két református egyház: a Nederlandse Hervormde Kerk és a Gereformeerde Kerken in Nederland, illetve ezek 2004-es, az evangélikusokat is magában foglaló egyesülése óta a Holland Protestáns Egyház.
A 19. században és a 20. század első felében a különböző vallási csoportok teljesen elzárkózva éltek egymástól és a kialakuló munkásmozgalomtól. Ezekben a minitársadalmakban az emberek csak a saját közösségükön belül házasodtak, mindnek megvoltak a saját iskolái és egyetemei, újságai, rádióállomásai, sportklubjai, üzletei, kórházai és politikai pártjai. Ez a nagyfokú társadalmi széttagolódás, kasztosodás (hollandul verzuiling) komoly feszültséget eredményezett a politikai életben.
A társadalmi megosztottság az ötvenes években érte el csúcspontját, a következő évtizedben azonban hanyatlani kezdett. Ennek okai a nagyfokú elvilágiasodás, az individualizmus, az ellenkultúra megjelenése, a fogyasztói társadalom kialakulása, a növekvő életszínvonal, a tömegtájékoztatási eszközök (főleg a televízió) elterjedése, nagyobb társadalmi és területi mobilitás, valamint egyes pártok és csoportok (Democraten 66, Provo, Nieuw Links) tevékenysége voltak.
A Holland Statisztikai Hivatal (Centraal Bureau voor de Statistiek) 2004-es tanulmánya szerint a holland lakosság 50%-a vallja magát valamely keresztény felekezethez tartozónak, 9% tartozik más vallásokhoz és 42% nem vallásos. Ugyanez a tanulmány kimutatta, hogy az emberek 19%-a egy hónapban legalább egyszer jár templomba, 9% ritkábban és 72% szinte soha vagy soha. Van egy kis zsidó hitközösség, jobbára a nagyobb városokban. Az egyetlen vallás, ami előretört az utóbbi évtizedekben, az iszlám, főleg azokon a területeken, ahol jelentősebb török és marokkói közösségek élnek.
Az Amerikai Egyesült Államokban élő holland származású emberek többnyire vallásosabbak, mint európai nemzettársaik, a Michigan állam nyugati részén élő számos holland közösség az Amerikai Református Egyház egyik fellegvára.

### Sport
Több világszerte népszerű sportágat a hollandok találtak fel (legalábbis saját állításuk szerint), például a jégkorongot vagy a golfot. Emellett számos helyi sportot, holland-fríz specialitást is űznek, ilyen a polsstokverspringen (egyfajta távolugrás), kaatsen (fríz kézilabda), klootschieten (labdadobás), kolven (hasonló a golfhoz) and korfbal (hasonló a kosárlabdához). A legnépszerűbb sportok – a résztvevők és a szurkolók számát tekintve is – a futball, a kerékpározás, a gyorskorcsolya, a gyeplabda és a tenisz.